# ウィリアム・セシル (第2代ソールズベリー伯)
第2代ソールズベリー伯爵ウィリアム・セシル（英: William Cecil, 2nd Earl of Salisbury, KG, PC、1591年3月28日 - 1668年12月3日）は、イングランドの政治家、貴族。
清教徒革命（イングランド内戦）後の共和政で政界に残留した数少ない貴族の一人である。

## 経歴
1591年3月28日、初代ソールズベリー伯爵ロバート・セシルとその妻エリザベス（第10代コバム男爵ウィリアム・ブルックの娘）の長男として誕生。
シェアボーン・スクールを経てケンブリッジ大学セント・ジョンズ・カレッジやオックスフォード大学へ進学し、1605年に両大学からマスター・オブ・アーツの学位を取得。
1610年から1611年にかけてウェイマス＝メルクーム選挙区から選出されて庶民院議員を務める。
1612年5月24日に父の死去により第2代ソールズベリー伯爵位を継承し、貴族院議員に列した。
1626年に枢密顧問官 (PC) に列する。
1643年にはウェストミンスター会議の議員の一人となる。
清教徒革命後のイングランド共和国で貴族院は廃止されたが、彼は1649年から1653年のランプ議会と1656年から1658年の第二議会にかけてキングス・リン選挙区から当選して庶民院議員を務めた。さらに1649年から1651年と1652年から1653年にかけて王権の継承機関国務会議のメンバーとなる。共和国政界で活躍した貴族はソールズベリー伯を含めて3人だけである。その一人は初代エスクリックのハワード男爵エドワード・ハワードであるが、彼はソールズベリー伯の義兄弟にあたり、ソールズベリー伯の動きもそれと関係している可能性がある。
王政復古後の1668年12月3日に死去した。爵位は孫のジェイムズが継承した。

## 栄典

### 爵位
- 1612年5月24日、第2代ソールズベリー伯爵（1605年創設イングランド貴族爵位）[1]
- 1612年5月24日、第2代クランボーン子爵（1604年創設イングランド貴族爵位）[1]
- 1612年5月24日、第2代エッセンドンのセシル男爵（1603年創設イングランド貴族爵位）[1]

### 勲位・名誉職など
- 1605年1月、バス勲章ナイト (KB)
- 1624年、ガーター勲章ナイト (KG)

## 家族
1608年に初代サフォーク伯トマス・ハワードの娘キャサリンと結婚し、彼女との間に7男5女を儲けた。次男クランボーン子爵（儀礼称号）チャールズ・セシル(1619-1660)の長男ジェイムズ・セシル(1648-1683)が爵位を継承する。
- アン（1612年 - 1637年） - ノーサンバランド伯アルジャーノン・パーシーと結婚
- ジェイムズ（1616年）
- エリザベス（1619年 - 1689年） - デヴォンシャー伯ウィリアム・キャヴェンディッシュと結婚
- チャールズ（1619年 - 1660年）
- ダイアナ（1622年 - 1633年）
- キャサリン（1628年頃 - 1652年） - レスター伯フィリップ・シドニーと結婚
- メアリー（1631年頃 - 1676年頃） - ウィリアム・サンズ (第6代サンズ男爵)（英語版）と結婚
- アルジャーノン（? - 1676年）